# Église de la Nativité de Durro
L'église de la Nativité (catalan : església de la Nativitat) est une église romane situé sur le territoire de La Vall de Boí, commune de la vallée du même nom et de la comarque de l'Alta Ribagorça dans le nord de la Province de Lérida et de la communauté autonome de Catalogne en Espagne. Elle est dédiée à la Nativité de Marie.
En novembre 2000, l'église de la Nativité a été inscrite sur la liste du patrimoine mondial de l'UNESCO avec huit autres églises romanes de la Vall de Boí.